# 日本国憲法第15条
日本国憲法 第15条（にほんこく（にっぽんこく）けんぽう だい15じょう）は、日本国憲法の第3章にある条文で、公務員の地位・選挙権・投票の秘密について規定している。

## 条文
日本国憲法 - e-Gov法令検索

第十五条
1. 公務員を選定し、及びこれを罷免することは、国民固有の権利である。
2. すべて公務員は、全体の奉仕者であつて、一部の奉仕者ではない。
3. 公務員の選挙については、成年者による普通選挙を保障する。
4. すべて選挙における投票の秘密は、これを侵してはならない。選挙人は、その選択に関し公的にも私的にも責任を問はれない。

## 解説
憲法15条1・2項は、国民主権の原理の下における、全ての公務員の地位と制度の基本理念である。本条の「公務員」は、「国または公共団体の公務に参与することを職務とする者の総称」で、国家公務員法及び地方公務員法にいう一般職及び特別職の公務員及び地方公務員のみならず、かつての三公社の職員や日本銀行の職員など準公務員といわれる者、国会議員、地方議会議員も含まれるとされており、広く解するのが通説であるとされる。
公務員はその選定および罷免が国民の固有の権利に属する。そのため国民は議会の代表者である公務員を選挙により選任する。また、その他の公務員についても、「全体の奉仕者」であり（憲法15条2項）、その選定罷免が国民固有の権利である以上（同1項）、公務員の究極の使用者は国民であるから、国民主権原理の下、国民の代表者たる国会・地方議会が公務員の組織・事務・勤務条件等の決定権限を有すべきことは、議会制民主主義から導かれる憲法上当然の要請だと解される。憲法73条4号は、このことを前提とした定めと位置づけられる。これを具体的に定めたのが、国家公務員法第96条第1項である。
上記のように、公務員の究極の使用者は国民であり、公務員の勤務条件が議会制民主主義・財政民主主義のプロセスを持って決定されることから、公務員のストライキなど一定の労働基本権は制限されるというのが、最高裁判所の立場である。
民主主義プロセスを重視する立場からは、公務員の労働組合自体がこの憲法15条の理念に対して違憲な存在であるとする立場もある。
4項は、主として普通選挙、秘密選挙を規定するものである。本項に基づく規定の具体化立法としては、公職選挙法がある。

## 沿革

### 大日本帝国憲法
東京法律研究会 p.7

第十條 天皇ハ行政各部ノ官制及文武官ノ俸給ヲ定メ及文武官ヲ任免ス但シ此ノ憲法又ハ他ノ法律ニ特例ヲ掲ケタルモノハ各々其ノ條項ニ依ル
第十九條 日本臣民ハ法律命令ノ定ムル所ノ資格ニ應シ均ク文武官ニ任セラレ及其ノ他ノ公務ニ就クコトヲ得

当時、公務員は「官吏」と呼ばれていた。

### GHQ草案
「GHQ草案」、国立国会図書館「日本国憲法の誕生」。

#### 日本語
第十四条
人民ハ其ノ政府及皇位ノ終局的決定者ナリ彼等ハ其ノ公務員ヲ選定及罷免スル不可譲ノ権利ヲ有ス
一切ノ公務員ハ全社会ノ奴僕ニシテ如何ナル団体ノ奴僕ニモアラス
有ラユル選挙ニ於テ投票ノ秘密ハ不可侵ニ保タルヘシ選挙人ハ其ノ選択ニ関シ公的ニモ私的ニモ責ヲ問ハルルコト無カルヘシ

#### 英語
Article XIV.
The people are the ultimate arbiters of their government and of the Imperial Throne. They have the inalienable right to choose their public officials and to dismiss them.
All public officials are servants of the whole community and not of any special groups.
In all elections, secrecy of the ballot shall be kept inviolate, nor shall any voter be answerable, publicly or privately, for the choice he has made.

### 憲法改正草案要綱
「憲法改正草案要綱」、国立国会図書館「日本国憲法の誕生」。

第十四
国民ハ其ノ公務員ヲ選定及罷免スルノ権利ヲ専有スルコト公務員ハ凡テ全体ノ奉仕者ニシテ其ノ一部ノ奉仕者ニ非ザルコト
凡ソ選挙ニ於ケル投票ノ秘密ハ之ヲ侵スベカラズ選挙人ハ其ノ選択ニ関シ公的ニモ私的ニモ責ヲ問ハルルコトナカルベキコト

### 憲法改正草案
「憲法改正草案」、国立国会図書館「日本国憲法の誕生」。

第十四条
公務員を選定し、及びこれを罷免することは、国民固有の権利である。
すべて公務員は、全体の奉仕者であつて、一部の奉仕者ではない。
すべて選挙における投票の秘密は、これを侵してはならない。選挙人は、その選択に関し公的にも私的にも責任を問はれない。

## 最高裁判例
- 労働委員会嘱取消請求（最高裁判例 昭和24年4月20日）
- 無効取消当選確認及び町会議員選挙無効確認（最高裁判例 昭和25年11月9日）
選挙権のない者又はいわゆる代理投票をした者の投票についても、その投票が何人に対してなされたかは、議員の当選の効力を定める手続において取り調べてはならない。
- 三井美唄労組事件（最高裁判例 昭和43年12月4日） 憲法25条
公職の選挙に立候補する自由は、憲法第15条第1項の保障する重要な基本的人権の一つと解すべきである。
- 在日外国人地方参政権確認訴訟（最高裁判例 平成7年2月28日）
- 在外日本人選挙権訴訟（最高裁判例 平成17年9月14日）
- 一票の格差訴訟
- 在外日本人国民審査権訴訟（最高裁判例 令和4年5月25日）

## 関連条文
- 日本国憲法第14条（法の下の平等、貴族の禁止、栄典）
- 日本国憲法第99条（憲法尊重擁護の義務）
- 教育基本法第6条第2項
- 国家公務員法第96条（公務員の責務　同趣旨の内容になっている）